# اسلینگرلند درام
اسلینگرلند درام (به انگلیسی: Slingerland Drum) یک تولیدکننده درام در ایالات متحده آمریکا است. این شرکت در سال ۱۹۱۲ تأسیس شد و قبل از دهه ۱۹۸۰، از چندین دهه شهرت در صنعت برخوردار بود. پس از توقف فعالیت در اوایل دهه ۱۹۸۰، اسلینگرلند توسط شرکت گیتار گیبسون خریداری شد، که برای مدت کوتاهی آن را احیا کرد و تا نوامبر ۲۰۱۹، قبل از فروش به درام ورکشاپ، که اعلام کرده بود قصد راه اندازی مجدد این برند را دارد. مالک آن بود.